# Vértice hidrográfico

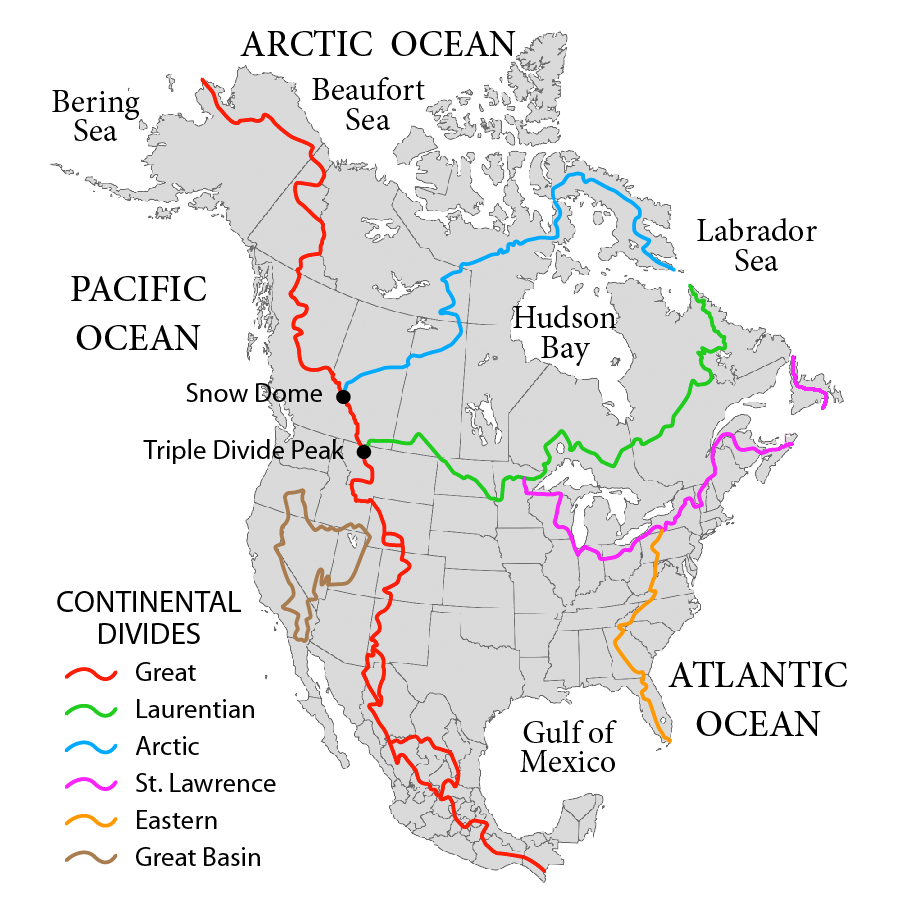
Mapa de las principales cuencas hidrográficas de América del Norte: el pico Triple Divide y el Snow Dome corresponden al encuentro de las cuencas hidrográficas de los océanos Pacífico, Atlántico y Ártico (dependiendo de si se considera que la bahía de Hudson forma parte de una de estas dos últimas océanos).

Un vértice o tripunto hidrográfico, también a veces menos precisamente tripunto hidrológico, es un punto en la superficie de la tierra donde se encuentran tres cuencas hidrográficas, es decir,  donde se cruzan dos líneas divisorias de agua. Los tripuntos van desde picos de montañas prominentes hasta picos menores y simples cambios de pendiente en una cresta que de otra manera no serían notables. La altitud de un vértice hidrográfico puede ser de miles de metros hasta apenas estar sobre el nivel del mar. Los tripuntos son una característica hidrográfica común de cualquier terreno que tenga ríos, arroyos y/o lagos.
En el mundo únicamente hay un único vértice hidrográfico oceánico (entre tres océanos, a veces llamado ápice hidrográfico), siendo varios los vértices entre dos océanos y cuencas endorreicas y más los vértices entre tres mares. Son innumerables los vértices hidrográficos entre vertientes y cuencas hidrográficas principales, además de entre subcuencas.
Dado que las líneas divisorias de agua se han utilizado históricamente como límites administrativos, esos vértices hidrográficos generalmente coinciden con trifinios administrativos y suelen reflejar tal condición en el topónimo: pico Triple Divide, pico Tres Mares, etc.

## Generalidades
Un vértice hidrográfico aparece donde se encuentran tres cuencas hidrográficas, esto es donde se cruzan dos líneas divisorias de agua: alrededor de ese punto, el agua discurre en tres direcciones diferentes, en tres vertientes.
Debido a la posible infiltración, una divisoria de agua puede a veces no coincidir necesariamente con una cresta: algunas capas geológicas profundas e impermeables pueden de hecho dirigir el agua de lluvia hacia un valle diferente al que cayó (puede ser ejemplo el sumidero del Danubio, en que las agua del Danubio acaban en el Rin). En consecuencia, un vértice hidrográfico no se ubica necesariamente en el encuentro de las líneas de una cresta de montaña: puede haber una distinción entre el vértice topográfico y el vértice hidrográfico real. En las listas que siguen se consideran los vértice topográficos sin tener en cuenta posibles infiltraciones.
Un tripunto hidrográfico no corresponde tampoco siempre con una cumbre, sino también con una antecima o incluso con un simple cambio de pendiente en una cresta. Este caso se puede encontrar, por ejemplo, en el paso del Lunghin en Suiza, donde el tripunto se encuentra muy ligeramente al norte del propio paso.

## Punto entre tres océanos

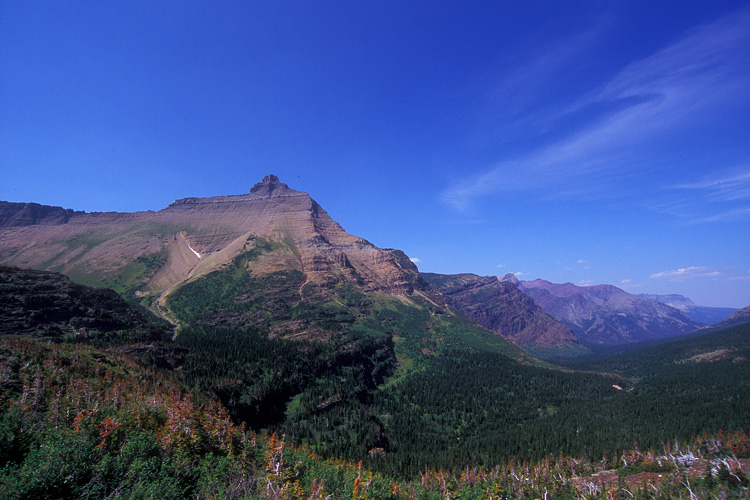
Pico Triple Divide

Solo hay un vértice hidrográfico entre tres cuencas oceánicas diferentes, ubicado en América del Norte: al sur de este punto comienza la línea divisoria de aguas entre los océanos Atlántico y Pacífico, al norte la que está entre el Pacífico y el Ártico y finalmente al este, la que está entre el Ártico y el Atlántico. Es el pico Triple Divide , que culmina a 2444 m sobre el nivel del mar (Montañas Rocosas) en Montana, en los Estados Unidos.
África solo está bañada por las aguas del Atlántico y del Índico, y no hay ningún vértice hidrográfico oceánico. La situación es idéntica a la de Australia, bañada solamente por los océanos Índico y Pacífico. La Antártida es una isla en el océano Austral, y no hay línea divisoria de aguas entre dos océanos en ella. 
Eurasia está bañada por las aguas del océano Ártico (norte), Atlántico (este), Índico (sur) y Pacífico (este). Sin embargo, el centro del continente es un conjunto de grandes cuencas endorreicas, cuencas cuyas aguas nunca acaab en un océano. Por ello no existe un trípunto entre tres océanos en ese continente.

## Punto entre dos océanos y una cuenca endorreica

### Eurasia
- Witenwasserenstock, Suiza: cuencas del Po, Rin y Ródano.
- Lunghin Pass/Piz Lunghin, Suiza: cuencas del Danubio, Po y Rin.
- en la meseta de Langres, Francia (el punto exacto está en  47°56′29.2″N 5°30′17.2″E / 47.941444, 5.504778): ceuncas del Mosa (vía Rin al mar del Norte), Sena (Canal de la Mancha), Tille (vía Saona-Ródano, al mar Mediterráneo)
- Klepáč en Králický Sněžník, frontera de la República Checa y Polonia: cuencas del Morava (vía Danubio, al mar Negro), Orlice (vía Elba, al mar del Norte) y Nisa (vía Odra, al mar Báltico).

Al sur del lago Onega, en Rusia, hay un tripunto entre los océanos Atlántico, Ártico y la cuenca endorreica del mar Caspio. Desde este punto parten las aguas de la cuenca del Volga (mar Caspio), el río Onega (mar Blanco, océano Ártico) y el río Neva (mar Báltico, océano Atlántico).
En Turquía, en el noreste del país, se encuentra el tripunto entre los océanos Atlántico e Índico y la cuenca endorreica del mar Caspio. De esa región fluye el río Çoruh que une el mar Negro (Atlántico), la cuenca del Éufrates (océano Índico) y la cuenca de río Kura (mar Caspio).
- También hay un tripunto entre el océano Índico, el océano Pacífico y las cuencas endorreicas del Tíbet.

- y finalmente hay un tripunto entre el océano Ártico, el océano Pacífico y las cuencas endorreicas de Mongolia.

### América del Norte

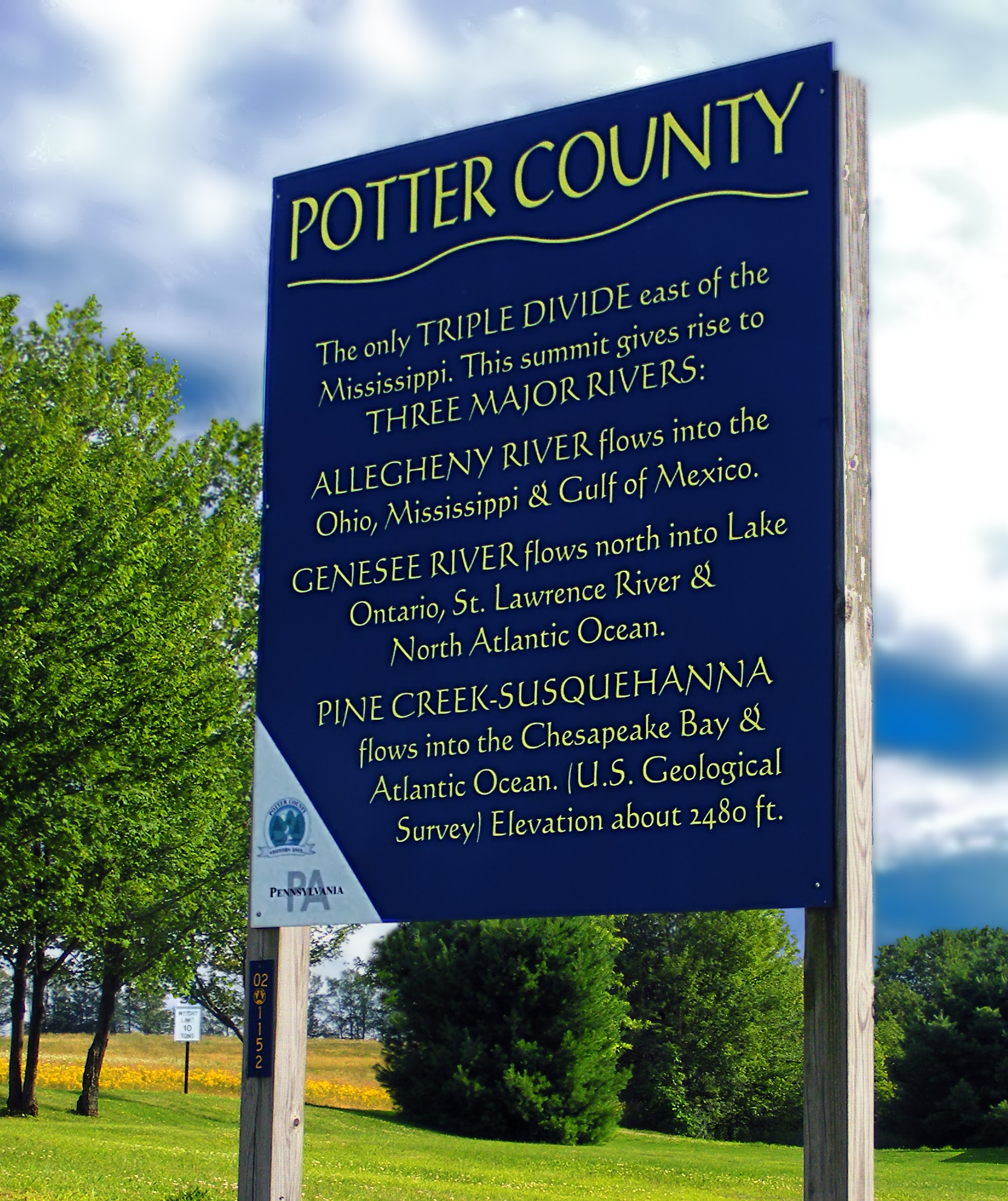
Landmark en el tripunto en condado de Potter, Pensilvania

América del Norte tiene 3 tripuntos en los Estados Unidos que son intersecciones de divisiones continentales, y un cuarto en la Columbia Británica. Las aguas de estos tripuntos fluyen hacia tres océanos, mares o golfos diferentes.
- pico Triple Divide, Montana (cuencas del Columbia, Misisipi y Nelson) es la intersección de la División Continental de las Américas y la División Laurentian.
- una colina sin nombre en el norte-centro del condado de Potter, Pensilvania (cuencas del Allegheny, Susquehanna y Genesee) es la intersección de la divisoria continental oriental y de la divisoria del río San Lorenzo.
- Hill of Three Waters, unos 3,5 km al norte def Hibbing (cuencas del Big Fork & Red, St. Louis, Misisipi) es la intersección de la divisoria del río San Lorenzo y de la Laurentiana.
- Snow Dome, Columbia Británica (cuencas del Columbia, Mackenzie, Nelson) es la intersección de la divisoria continental y de la divisoria ártica.

La divisoria continental oriental termina en el sur en un tripunto:
- Divisoria oriental / cuenca de Kissimmee, Florida (cuencas del Miami, Withlacoochee y Kissimmee), es la intersección de la divisoria y de la cuenca endorreica del lago Okeechobee.

Donde la divisoria continental se divide y se une para formar el límite de la Cuenca de la Gran Divisoria, forma dos puntos triples:
- Great Divide Basin (norte): al oeste de la cuenca está la cuenca del río Green, que desemboca en el golfo de California (Pacífico); al este está la cuenca de North Platte, que drena en el golfo de México (Atlántico).
- Great Divide Basin (sur): donde la divisoria continental se divide en Nuevo México y se une en Chihuahua, México, para formar el límite de la cuenca Guzmán, hay dos puntos triples: 
  - Reeds Point, Nuevo México (cuencas del Colorado, rio Grande y Cuenca Guzmán)
  - Borde de Chihuahua, Chihuahua, México

Si el golfo de California se considera distinto de la vertiente de la costa del Pacífico, la división entre la cuenca del río Colorado y la cuenca del Pacífico forma dos puntos triples:
- montaña Three Waters, Wyoming (cuencas del Colorado, Columbia y Misisipi)
- vértice hidrográfico de la Commissary Ridge, Wyoming (cuencas del Colorado, Columbia y Great Basin)

A menudo se considera que otros puntos son vértices hidrográficos porque separan las cuencas de los ríos continentales.
- Headwaters Hill en el condado de Saguache, Colorado, cerca de Chester (cuencas del Arkansas, Grande, Colorado). Este punto tiene solo un débil reclamo de ser una triple división continental porque los ríos Río Grande y Arkansas desembocan en el golfo de México.

El vértice hidrográfico de mayor altitud (13,240 ') en los 48 estados contiguos de Estados Unidos, ubicado en el parque nacional Kings Canyon en los condados de Fresno / Inyo, California, es un subpico del monte Wallace de la Sierra Nevada Central:
- Crumbly Spire o pico Sur del monte Wallace, condados de Fresno/Inyo, California (cuencas del río South Fork San Joaquin, río San Joaquin y río Owens)

Numerosos otros tripuntos resultan de la intersección de las divisorias de las cuencas fluviales:
- Young Lick Knob, Georgia (cuencas del Savannah, Apalachicola y Misisipi)

### África
Una colina sin nombre en la frontera entre la República Democrática del Congo y la República del Congo (el punto exacto está en 09°08′24″N 23°28′07″E / 9.14000, 23.46861) : cuencas del Congo, Nilo y lago Chad).

### América del Norte
| Imagen | Tripunto                                           | Tipo | Cuenca n.° 1 | Cuenca n.° 1        | Cuenca n.° 2 | Cuenca n.° 2                | Cuenca n.° 3          | Cuenca n.° 3             | País           | Notas | Coordenadas                                 |
| Imagen | Tripunto                                           | Tipo | Cuenca       | Vertiente           | Cuenca       | Vertiente                   | Cuenca                | Vertiente                | País           | Notas | Coordenadas                                 |
| ------ | -------------------------------------------------- | ---- | ------------ | ------------------- | ------------ | --------------------------- | --------------------- | ------------------------ | -------------- | ----- | ------------------------------------------- |
|        | Snow Dome                                          | Cima | Columbia     | Pacífico            | Mackenzie    | Mar de Beaufort             | Nelson                | Bahía de Hudson          | Canadá         |       | 52°11′18″N 117°18′57″O / 52.1884, -117.3157 |
|        | Three Waters Mountain                              | Cima | Colorado     | Golfo de California | Columbia     | Pacífico                    | Misisipi              | Golfo de México          | Estados Unidos |       | 43°23′37″N 109°47′09″O / 43.3936, -109.7858 |
|        | Pico Triple Divide (Montana)                       | Cima | Columbia     | Océano Pacífico     | Misisipi     | Atlántico (golfo de México) | Nelson                | Ártico (bahía de Hudson) | Estados Unidos |       | 48°34′23″N 113°31′00″O / 48.5731, -113.5167 |
|        | Pico Triple Divide (condado de Tulare, California) | Cima | Kaweah       | Lago Tulare         | Kern         | Valle Central de California | Río Kings             | Lago Tulare              | Estados Unidos |       | 36°35′34″N 118°31′51″O / 36.5927, -118.5307 |
|        | Pico Triple Divide (condado de Madera, California) | Cima | Merced       | San Joaquín         | San Joaquín  | Delta del Sacramento        | Río South Fork Merced | Merced                   | Estados Unidos |       | 37°37′55″N 119°22′13″O / 37.6319, -119.3704 |

### Europa
| Imagen | Tripunto                     | Tipo         | Cuenca n.° 1 | Cuenca n.° 1     | Cuenca n.° 2 | Cuenca n.° 2  | Cuenca n.° 3 | Cuenca n.° 3       | País           | Notas                                                       | Coordenadas                                |
| Imagen | Tripunto                     | Tipo         | Cuenca       | Vertiente        | Cuenca       | Vertiente     | Cuenca       | Vertiente          | País           | Notas                                                       | Coordenadas                                |
| ------ | ---------------------------- | ------------ | ------------ | ---------------- | ------------ | ------------- | ------------ | ------------------ | -------------- | ----------------------------------------------------------- | ------------------------------------------ |
|        | Récourt                      |              | Mosa         | Mar del Norte    | Río Ródano   | Mediterráneo  | Sena         | Canal de la Mancha | Francia        | en la meseta de Langres                                     | 47°56′28″N 5°30′22″E / 47.94099, 5.506239  |
|        | Meilly-sur-Rouvres           |              | Loira        | Atlántico        | Río Ródano   | Mediterráneo  | Sena         | Canal de la Mancha | Francia        |                                                             | 47°12′12″N 4°32′54″E / 47.2033, 4.5483     |
|        | Le Planas (P. 1273)          | Preeminencia | Río Garona   | Océano Atlántico | Río Ródano   | Mediterráneo  | Río Loira    | Océano Atlántico   | Francia        | Punto 1273 ubicado al NO del Carrefour de la Pierre Plantée | 44°33′09″N 3°43′26″E / 44.552474, 3.723883 |
|        |                              |              | Mosa         | Mar del Norte    | Río Rin      | Mar del Norte | Río Ródano   | Mediterráneo       | Francia        |                                                             |                                            |
|        |                              |              | Río Escalda  | Mar del Norte    | Mosa         | Mar del Norte | Río Sena     | Canal de la Mancha | Francia        | A veces se presenta como un cuadripunto con el Somme        |                                            |
|        | Witenwasserenstock (P. 3025) | Antecima     | Río Po       | Adriático        | Río Rin      | Mar del Norte | Río Ródano   | Mediterráneo       | Suiza          | Punto 3025 situado al ESE del punto culminante (3082 m)     | 46°31′39″N 8°28′39″E / 46.5276, 8.4776     |
|        | Col del Lunghin              | Cresta       | Río Danubio  | Mar Negro        | Río Po       | Mar Adriático | Río Rin      | Mar del Norte      | Suiza          |                                                             | 46°24′49″N 9°39′48″E / 46.4137, 9.6634     |
|        | Monte Forcola (Punto 2896 m) | Antecima     | Río Adigio   | Mar Adriático    | Río Danubio  | Mar Negro     | Río Po       | Mar Adriático      | Suiza / Italia | Punto 2896 ubicado en el SSE del punto culminant (2906 m)   | 46°33′21″N 10°21′06″E / 46.5558, 10.3518   |

## Otros tripuntos
Considerando los diferentes mares marginales o de tipo mediterráneo, es posible identificar otros vértices hidrográficos. Suelen identificarse nombrándolo por esta característica, como el pico Tres Mares en España, o
También aparecen vértices hidrográficos de menor importancia al coincir tres cuencas cualesquiera, sean de la misma vertiente o de la misma cuenca fluvial. Puesto que las divisorias de aguas se han utilizado históricamente como límites administrativos, esos puntos coinciden en denominación como el pico Tres Provincias (Cantabria, León, Palencia, vértice las cuencas del Esla, Carrión y Deva) el pico Tres Concejos (Mieres, San Martín del Rey Aurelio y Laviana, cuencas del Caudal y Nalón), etc.